# Paradela
Paradela – gmina w prowincji Lugo (okręg Sarria w Galicji), w północno-zachodniej Hiszpanii. 